# Xplosion du Colorado
 (décembre 2023).
Si vous disposez d'ouvrages ou d'articles de référence ou si vous connaissez des sites web de qualité traitant du thème abordé ici, merci de compléter l'article en donnant les références utiles à sa vérifiabilité et en les liant à la section « Notes et références ».
Le Xplosion du Colorado (en anglais : Colorado Xplosion) était un club franchisé de américain de basket-ball féminin. La franchise, basée à Denver, a appartenu à la American Basketball League et a disparu en même temps que la ligue le 22 décembre 1998.

## Palmarès
néant

## Joueuses et personnalités du club

### Entraîneurs
- 1996-1997 :  Sheryl Estes
- 1998 :  Linda Hargrove

### Joueuses emblématiques
- Debbie Black
- Edna Campbell
- Vicky Hall